# استان ریو نگرو، آرژانتین
استان ریو نگرو یکی از ایالات ۲۳ گانه آرژانتین، واقع در در جنوب کشور آرژانتین و شمال منطقه پاتاگونیا می‌باشد . ریو نگرو با ایالات مندوسا، چوبوت، نئوکن، لا پامپا و بوئنوس آیرس مرز مشترک دارد . اقیانوس اطلس نیز در شرق آن قرار دارد .

## مشخصات
- مرکز : ویدما
- مساحت : ۲۰۳۰۱۳ کیلومترمربع
- جمعیت : ۵۵۲۸۲۲ (تا ۲۰۰۱)
- فرماندار : میگل سائیس

## تاریخچه
پیش از آنکه ورود اسپانیایی‌ها به آمریکای جنوبی، استانی که امروزه ریو نگرو نام دارد زیستگاه اقوام پوئلچس، پیکونچس و ووریلوچس از بومیان «تئوئل چه» بود .
نخستین اکتشاف گر که از سواحل استان در سال ۱۵۲۰ دیدن کرد، فردیناند ماژلان بود .
پس از ورود اسپانیایی‌ها، کشیشی به نام نیکولاس ماسکاردی یک هیأت تبلیغی وابسته به ژزوئیت‌ها در منطقه و در کرانه دریاچه نائوئل ئوآپی تأسیس کرد . در سال ۱۷۷۹ فرانسیسکو فرناندز ده ویدما viedma دو شهر ویدما و کارمن د پاتاگونس را که در دو سوی رود ریو نگرو در برابر هم قرار دارند بنا کرد.
پس از انقلاب مه نخستین کوشش‌ها برای کنارزدن بومیان انجام گرفت . در سال ۱۸۷۹، اسپانیایی‌ها به فرماندهی خولیو روکا و در عملیات «فتح صحرا» بومیان را شکست دادند . دکتر فرانسیسکو مورنو، سیاح معروف، جستجوی خود را از پاتاگونیا به جنوب آغاز کرد .
با آغاز سدهٔ ۱۹ میلادی، اقامتگاه‌هایی چون سان کارلوس د باریلوچه، چوئل چوئل و خنرال روکا در منطقه احداث شد . بزودی تولید میوه به عمده‌ترین فعالیت اقتصادی تبدیل شد . خطوط راه آهن نیز آلتو واله را به شهرهای مجاور اقیانوس اطلس متصل کرد .
ریو نگرو به تاریخ ۱۰ دسامبر ۱۹۵۷ به عنوان استان، استقلال خود را به دست آورد .

## جغرافیا و اقلیم

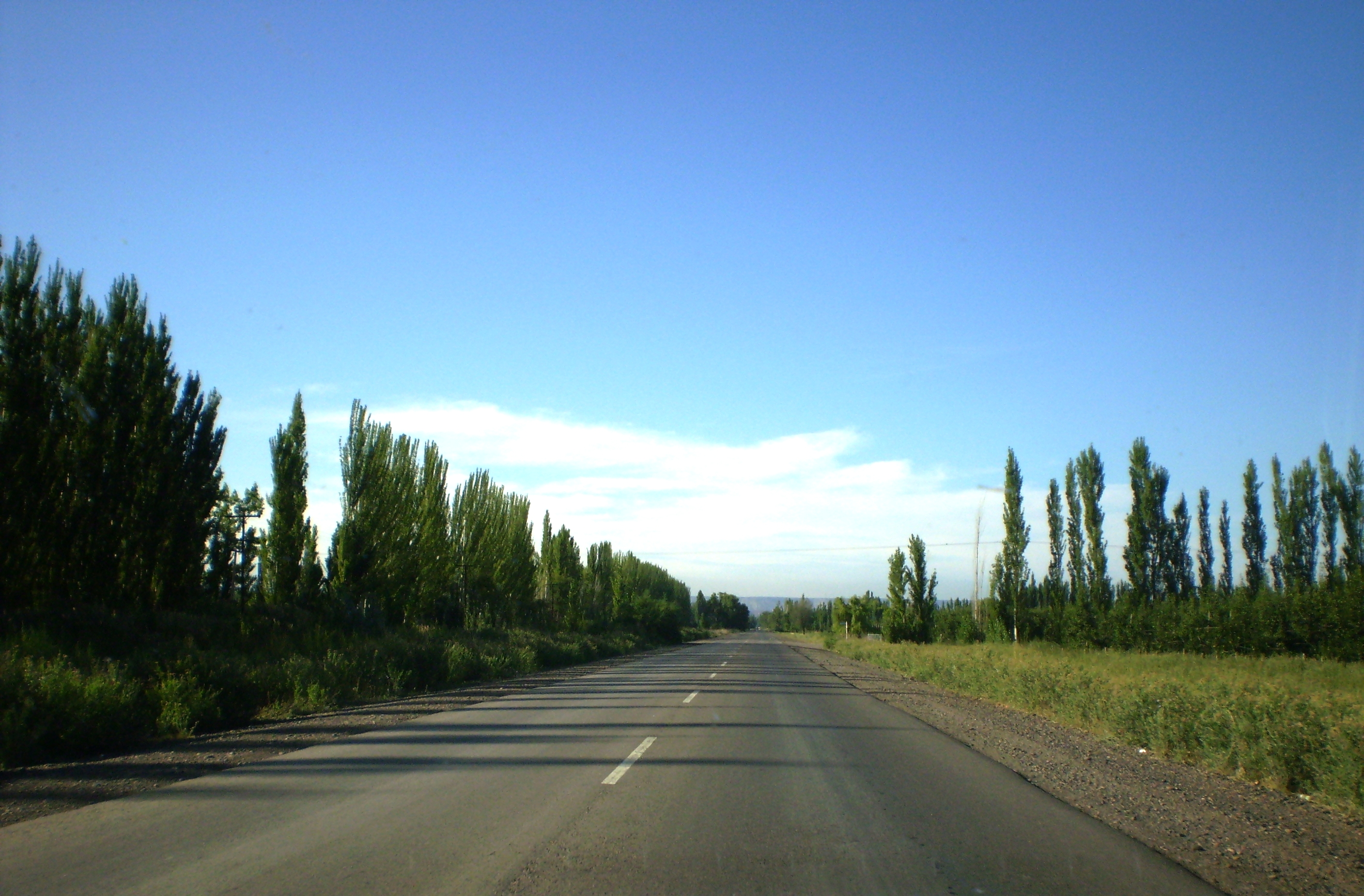
مرتبط

رود لیمای در بین استان ریو نگرو و استان نئوکن جاری است. رود ریو نگرو منبع آبی عمده‌ای است که دشت‌های کم آب استان را سیراب می‌کند . غالب مساکن و کشتزارها در دره‌ها شکل گرفته‌اند . این دره‌ها به سه بخش آلتو واله (غرب)، واله مدیو (مرکز) و واله اینفریور (شرق) تقسیم می‌شود .
دره‌های حاصلخیز بخش آند بارش سالانه‌ای تا ۲۰۰۰ میلی‌متر دارند در حالی که بارش سایر مناطق استان ۲۰۰ میلی‌متر در سال می‌باشد .
تابستان‌های ریو نگرو معتدل تا گرم و زمستان‌های آن سرد است.
رود نگرو از رودهای مهم در این استان به شمار می رود.

## اقتصاد
استان ریو نگرو با تولید ارزش ۴/۵ میلیارد دلار در سال ۲۰۰۶ و درامد سرانه ۹۸۰۰ دلار می‌باشد . کشاورزی ۱۰ درصد اقتصاد استان را تشکیل می‌دهد که غالباً در دره‌های حاصلخیز رود ریو نگرو به خصوص بخش آلتو واله (غرب) و واله مدیو (مرکز) متمرکز شده‌است. ۷۰ درصد سیب و گلابی کشور در ریو نگرو و در شهر سان آنتونیو اوئسته تولید می‌شود که مصارفی چون تولید آبمیوه یا صادرات دارد . در بخش واله مدیو علاوه بر سیب و گلابی، گوجه فرنگی، پیاز و سایر سبزیجات تازه برای مصارف داخلی به عمل می‌آید .
محصول عمدهٔ شهر ال بولسون میوه‌های انگوری می‌باشد .
در بیرون از دره‌های حاصلخیز، پرورش دام صورت می‌گیرد به طوریکه ۱۳ درصد گوشت و پشم کشور در ریو نگرو تولید می‌شود . نفت نیز در شهر کاتریل catriel به مقدار نسبتاً ضعیفی استخراج می‌شود . همچنین در بخش معادن می‌توان به معادن دیاتومیت، سنگ گچ و نمک اشاره کرد .
ماهیگیری صنعتی استان در آب‌های اقیانوس اطلس و خلیج سان ماتیاس با صید سالانه ۱۱ هزار تن ماهی و ۸ هزار تن ماهی روغن، ماهی مرکب، صدف و انواع غذاهای دریایی (غالباً برای صادرات) صورت می‌گیرد .
صنعت جهانگردی نیز یکی دیگر از منابع درامدزا می‌باشد . جاذبه‌های توریستی استان در دو ناحیه عمده واقع شده‌اند : ناحیه آند و ناحیه اقیانوس اطلس
از جاذبه‌های ناحیه آند می‌توان به مکان‌های زیر اشاره نمود : پارک ملی لوس آرایانس، جزیره ایسلا ویکتوریا، گذرگاه‌های بین دریاچه‌ها، مرکز اسکیینگ سررو کاتدرال و شهر ال بولسون
جاذبه‌های توریستی ناحیه اطلس شامل صخره‌های غارشکل کرانه لاس گروتاس، مناطق ویزه ماهیگیری در واله مدیو، رود ریو نگرو به سبب ورزش‌های آبی می‌باشد .

## تقسیمان سیاسی
استان به ۱۳ بخش (دپارتمان) تقسیم می‌شود .
۱ – بخش آدولفو آلسینا
۲ – بخش آویاندا
۳ – بخش باریلوچه
۴ – بخش کونه سا
۵ – بخش ال کوی
۶ – بخش خنرال روکا
۷ – بخش نووه ده خولیو
۸ – بخش نورکوئینکو
۹ – بخش پیچی مائوئیدا
۱۰ – بخش پیلکانیو
۱۱ – بخش سان آنتونیو
۱۲ – بخش والچتا
۱۳ – بخش ونتیسینو ده مایو